# Усачёв, Игорь Михайлович
Игорь Михайлович Усачёв (1927—1988) — советский металлург, директор Северского трубного завода, директор Азербайджанского трубопрокатного завода.

## Биография
В 1951 году окончил Уральский политехнический институт.
Как специалист трубного производства И. М. Усачёв вырос на Челябинском трубопрокатном заводе. После окончания института работал в трубосварочном цехе № 7 (стан печной сварки труб фирмы Фретц-Мун, США), в 1953 году был назначен начальником цеха. С 1960 года руководил освоением отечественного непрерывного стана печной сварки труб в цехе № 8. В 1963 году был назначен начальником трубоэлектросварочного цеха по выпуску труб большого диаметра. Руководил работами по строительству, пуску и освоению трубоэлектросварочного стана 1020.
В 1966 году был назначен директором Северского трубного завода, которым руководил по 1971 год.
В 1971 году И. М. Усачёв был назначен директором Азербайджанского трубопрокатного завода, где руководил работами по реализации программы расширения производства труб нефтяного сортамента.
С 1975 по 1981 год И. М. Усачёв возглавлял Главтрубосталь.